# حرکت بازگشتی

نمای حرکت رجوعی مشتری.

حرکت رجوعی یا جنبشِ پسرو (به انگلیسی: Retrograde Motion) حرکتی است که به علت سرعت زاویه‌ای زیادتر حرکت زمین نسبت به یک سیاره خارجی مانند مشتری و مریخ رخ می‌دهد. برای مریخ این حرکت در انتها به شکل یک گره و برای مشتری در انتها به شکل حرف S می‌شود.